# Hasan al-Banna
Hasan al-Banna (arab. ‏حسن البنا‎; ur. 14 października 1906, zm. 12 lutego 1949) – egipski działacz religijny, fundamentalista islamski.
W 1928 r. al-Banna założył stowarzyszenie Braci Muzułmańskich. Został zamordowany 12 lutego 1949 roku w Kairze, przez agentów rządowych.